# Роман (Кимович)
Митрополит Роман (Дмитро Дмитрович Кимо́вич; нар. 14 жовтня 1971, село Плоска, Чернівецька область) — єпископ Української православної церкви; архієрей УПЦ МП з титулом Митрополит Конотопський та Глухівський. Уродженець Буковини.

## Життєпис
Уродженець Буковини, батьки - колишні громадяни Румунії. З 1991 послушник у Почаївській лаврі, до 1996 навчався у Почаївській духовній семінарії, паралельно  бібліотекар та екскурсовод.  23 грудня 1993 прийняв чернецтво з іменем Роман. 2 червня 1995 року  — регент братського хору. 
18 червня 1995 року  — ієромонах. У 1996 призначений регентом архієрейського хору Почаївської лаври. 
14 грудня 2007 року  — призначений намісником Городищенського монастиря. 
В 2011 році  — закінчив Ужгородську богословську академію Віктора Бедя (з 2014 - архієрей УАПЦ). 
20 липня 2012  — обраний єпископом Конотопським та Глухівським УПЦ МП.
22 липня  — єпископська  хіротонія..
17 серпня 2017 року возведений в сан архієпископа.
17 серпня 2021 року возведений в сан митрополита.